# バスティアン・オツィプカ
バスティアン・オツィプカ（Bastian Oczipka 、1989年1月12日 - ）は、西ドイツ（現ドイツ）・ベルギッシュ・グラートバッハ出身の元プロサッカー選手。現役時代のポジションは、ディフェンダー(LSB)。

## 経歴
地元のクラブでプレーを始め1999年7月にバイエル・レバークーゼンにスカウトされ入団。2008年、ハンザ・ロストックに2年半レンタル移籍。復帰から半年で今度はFCザンクトパウリにレンタル移籍。
2012年6月、アイントラハト・フランクフルトに3年契約で加入。
2021年8月30日、1.FCウニオン・ベルリンと契約した。
2022年7月22日、アルミニア・ビーレフェルトへ完全移籍。
2023年8月14日、現役引退を表明した。